# Zweden op de Olympische Winterspelen 1936
Tijdens de Olympische Winterspelen van 1936, die in Garmisch-Partenkirchen (Duitsland) werden gehouden, nam Zweden voor de vierde keer deel.

## Medailleoverzicht
| Sport          | Olympiër                                               | Discipline            | Medaille |
| -------------- | ------------------------------------------------------ | --------------------- | -------- |
| Langlaufen     | Erik Larsson                                           | 18 km (m)             | Goud     |
| Langlaufen     | Elis Wiklund                                           | 50 km (m)             | Goud     |
| Langlaufen     | Axel Wikström                                          | 50 km (m)             | Zilver   |
| Schansspringen | Sven Eriksson                                          | mannen                | Zilver   |
| Kunstrijden    | Vivi-Anne Hultén                                       | vrouwen               | Brons    |
| Langlaufen     | Nils-Joel Englund                                      | 50 km (m)             | Brons    |
| Langlaufen     | John Berger Arthur Häggblad Erik Larsson Martin Matsbo | 4x10 km estafette (m) | Brons    |

## Deelnemers en resultaten

### Alpineskiën
| Olympiër       | Discipline     | Resultaat | Prestatie                                    |
| -------------- | -------------- | --------- | -------------------------------------------- |
| Bertil Persson | combinatie (m) | 31e       | 70,95 afdaling: 6.26,0 slalom: 1.43,4+1.54,0 |

### Kunstrijden
| Olympiër         | Discipline | Resultaat | Prestatie              |
| ---------------- | ---------- | --------- | ---------------------- |
| Vivi-Anne Hultén | vrouwen    | Brons     | pc. 28,0; 394,7 punten |

### Langlaufen
| Olympiër                                               | Discipline            | Resultaat | Prestatie                               |
| ------------------------------------------------------ | --------------------- | --------- | --------------------------------------- |
| Erik Larsson                                           | 18 km (m)             | Goud      | 1:14.38                                 |
| Martin Matsbo                                          | 18 km (m)             | 4e        | 1:17.02                                 |
| Arthur Häggblad                                        | 18 km (m)             | 8e        | 1:18.55                                 |
| Ivan Lindgren                                          | 18 km (m)             | 17e       | 1:21.04                                 |
| Elis Wiklund                                           | 50 km (m)             | Goud      | 3:30.11                                 |
| Axel Wikström                                          | 50 km (m)             | Zilver    | 3:33.20                                 |
| Nils-Joel Englund                                      | 50 km (m)             | Brons     | 3:34.10                                 |
| Hjalmar Bergström                                      | 50 km (m)             | 4e        | 3:35.50                                 |
| John Berger Arthur Häggblad Erik Larsson Martin Matsbo | 4x10 km estafette (m) | Brons     | 2:43.03 (41.32 / 39.39 / 40.34 / 40.01) |

### Noordse combinatie
| Olympiër          | Discipline | Resultaat | Prestatie                                                       |
| ----------------- | ---------- | --------- | --------------------------------------------------------------- |
| Jonas Westman     | mannen     | 11e       | 382,7 punten 18 km: 183,4 (1:25.38) schans: 199,3 (47,5+46,5 m) |
| Holger Lundgren   | mannen     | 40e       | 313,2 punten 18 km: 161,2 (1:29.57) schans: 152,0 (50,0+53,0 m) |
| Harald Hedjersson | mannen     | dnf       | opgave 18 km: 182,4 (1:25.50) schans: dns                       |

### Schaatsen
| Olympiër       | Discipline   | Resultaat | Prestatie |
| -------------- | ------------ | --------- | --------- |
| Axel Johansson | 500 m (m)    | 18e       | 46,1      |
| Axel Johansson | 1500 m (m)   | 29e       | 2.29,9    |
| Axel Johansson | 5000 m (m)   | 26e       | 9.06,4    |
| Axel Johansson | 10.000 m (m) | 22e       | 18.38,2   |

### Schansspringen
| Olympiër         | Discipline | Resultaat | Prestatie                  |
| ---------------- | ---------- | --------- | -------------------------- |
| Sven Eriksson    | mannen     | Zilver    | 230,5 punten (76,0+76,0 m) |
| Sixten Johansson | mannen     | 15e       | 206,1 punten (63,0+66,0 m) |
| Nils Hjelmström  | mannen     | 16e       | 204,8 punten (68,0+62,5 m) |
| Axel Östrand     | mannen     | 22e       | 203,4 punten (61,0+68,0 m) |

### IJshockey
| Olympiër | Discipline | Resultaat | Prestatie |
| --- | ---------- | --------- | --- |
| Herman Carlsson Sven Bergquist Bertil Lundell Holger Engberg Torsten Jöhncke Yngve Liljeberg Bertil Norberg Wilhelm Petersén Åke Ericson Stig Andersson Lennart Hellman Wilhelm Larsson Ruben Carlsson | mannen     | 5e        | voorronde: 0-1 Zweden - Groot-Brittannië 2-0 Zweden - Japan halve finaleronde: 1-0 Zweden - Oostenrijk 1-4 Zweden - Tsjecho-Slowakije 1-2 Zweden - Verenigde Staten |

Australië · België · Bulgarije · Canada · Duitsland · Estland · Finland · Frankrijk · Griekenland · Groot-Brittannië · Hongarije · Italië · Japan · Joegoslavië · Letland · Liechtenstein · Luxemburg · Nederland · Noorwegen · Oostenrijk · Polen · Roemenië · Spanje · Tsjecho-Slowakije · Turkije · Verenigde Staten · Zweden · Zwitserland